# Ognéville
Ognéville is een gemeente in het Franse departement Meurthe-et-Moselle (regio Grand Est) en telt 116 inwoners (1999). De plaats maakt deel uit van het arrondissement Nancy.

## Geografie
De oppervlakte van Ognéville bedraagt 4,1 km², de bevolkingsdichtheid is 28,3 inwoners per km².
De onderstaande kaart toont de ligging van Ognéville met de belangrijkste infrastructuur en aangrenzende gemeenten.

## Demografie
De figuur toont het verloop van het inwonertal (bron: INSEE-tellingen).